# Ernst Otto Baier
Ernst Otto Baier (* 26. Oktober 1898 in Weinsberg; † 2. Juli 1974 in Mainz) war ein deutscher Mineraloge.

## Leben
Ernst Baier war ein Sohn eines Oberamtsmanns und besuchte das Realgymnasium in Stuttgart. In Stuttgart legte er im Dezember 1916 das Kriegsabitur ab und diente ab Januar 1917. Ab Juli 1917 war er im Infanterie-Regiment 120 und als MG-Schütze im württembergischen Gebirgs-Regiment im Kriegseinsatz. Im Herbst 1918 wurde er verwundet und war bis Februar 1919 im Lazarett.
Von 1919 bis 1920 studierte er Chemie an der Universität Tübingen und von 1920 bis 1922 an der Universität Würzburg. 1923/24 war er hier Hilfsassistent im Laboratorium der angewandten Chemie. Von 1924 bis 1925 studierte er an der Universität Zürich Mineralogie. Ab 1926 war er Assistent am Mineralogischen Institut der Universität Tübingen.
Während seines Studiums war er im Freikorps aktiv.
Nach der Promotion im Juni 1924 in Würzburg mit dem Thema Über Verbindungen von Blei- und Barium-Acetat (Propionat) mit Natrium-, Strontium- und Magnesium-Salzen folgte im Juli 1929 seine Habilitation in Tübingen mit dem Titel Lamellenbau und Entmischungsstruktur der Feldspäte. Anschließend war er als Privatdozent am Mineralogischen Institut der Universität Tübingen. Ab 1931 war er Privatdozent für Bergbau und Hüttenwesen sowie Oberassistent am Institut für Mineralogie und Petrographie an der TU Berlin.
Ab April 1940 war er als Lehrstuhlvertreter an unterschiedlichen Universitäten. Mit Unterbrechung war er ab Mai 1941 und erneut ab März 1942 bis Januar 1944 für Hans Nieland als Lehrstuhlvertreter eingesetzt. Von 1946 bis 1967 lehrte er als Professor für Mineralogie und Petrographie an der Universität Mainz.

## Schriften (Auswahl)
- mit Walter Schmidt: Lehrbuch der Mineralogie. Basel 1955, OCLC 844979682.